# Чжу Шаолян
Чжу Шаоля́н (кит. трад. 朱紹良, упр. 朱绍良, пиньинь Zhū Shàoliáng, 1891 — 1963) — китайский генерал.

## Биография
Чжу Шаолян родился в 1891 году на территории Фучжоуской управы провинции Фуцзянь, прозвание имел Иминь (кит. 一民). учился в Фуцзяньском начальном училище сухопутных войск, Нанкинском 4-м среднем училище сухопутных войск, потом учился в Токио в Рикугун сикан гакко.
В 1910 году Чжу Шаолян вступил в Тунмэнхой, участвовал в Учанском восстании, во «Второй революции» 1913 года, в Северном походе, в войне Чан Кайши с Фэн Юйсяном. На стороне Чан Кайши Чжу Шаолян участвовал в первой, второй и третьей карательных экспедициях против Китайской Советской Республики.
После начала войны с Японией Чжу Шаолян принимал участие во Втором Шанхайском сражении, позднее стал командующим 8-м военным районом. По окончании войны занимал различные военные и гражданские посты.
В августе 1949 года Чжу Шаолян вместе с другими сторонниками Чан Кайши бежал на Тайвань. Занимал должности военного советника, был членом высших структур Гоминьдана. Умер от болезни в 1963 году.